# Pascal Vimenet
Pour les articles homonymes, voir Vimenet.
Pascal Vimenet est un réalisateur, écrivain, enseignant et critique de cinéma, spécialiste du cinéma d'animation, né en 1951.

## Biographie
Fils aîné du peintre Jean Vimenet, Pascal Vimenet, après avoir été longtemps correcteur de presse et d'édition, commence un travail de critique, spécialisé sur le cinéma d'animation, aux Cahiers du cinéma (1985-1989). Cette expérience le conduit à fonder en 1986 la revue Animatographe, « bimestriel du cinéma d'animation international », dont trois numéros paraissent jusqu'à l'été 1987. Son rayonnement, quoique éphémère, a un impact certain dans le milieu du cinéma d'animation. Après la disparition de la revue, il poursuit son travail de critique dans plusieurs revues spécialisées et développe un travail d'auteur, notamment aux éditions de l'Œil. Il est également membre du comité de rédaction de la revue Passages d'encres.
Ce travail critique le fait repérer par le fondateur du département « cinéma d'animation » du CFT Gobelins (Paris), Pierre Ayma, qui, en 1989, le charge de concevoir une partie des premiers cours théoriques de l'école consacrés à l'histoire et à l'esthétique du cinéma d'animation. Dans la foulée de ce travail enseignant, qui le conduit à intervenir ensuite à l'école de la Poudrière de Valence et à l'Université François-Rabelais de Tours ainsi qu'à l'École des métiers du cinéma d'animation (EMCA) d'Angoulême, il engage un travail de réalisateur documentaire, en collaborant notamment à la série Palettes, créée par Alain Jaubert.  
En 1994, il fonde le dispositif « École et Cinéma » pour sa partie cinéma d'animation, dont il dirige pendant quatre ans le dispositif national expérimental.
Concepteur ou coordinateur d'événements rétrospectifs (Walerian Borowczyk, à Varsovie et à Poznań, 2008, avec l'Institut français ; Jan Švankmajer, à Paris, 2010, avec le Forum des images), il est chargé, en 2013-2014, en collaboration avec le scénographe François Confino, de l'étude d'un projet de cité du cinéma d'animation et de cinéma forain à Angoulême, abandonné brusquement par les élus du Conseil général fin 2014. 
Parallèlement, depuis la mort de son père, il contribue à la création de l'association Jean Vimenet, son œuvre (2000) et devient, à ce titre, commissaire de plusieurs expositions rétrospectives (Musée de Royan, 2004; Musée des beaux-arts de Lons-le-Saunier, 2014-2015).
Il travaille actuellement à un ensemble récapitulatif de ses contributions écrites à une approche critique du cinéma d'animation, inédites pour une grande part.

## Filmographie
- 1990 : Euphronios a peint (Cratère d'Héraclès et Antée) (coréalisateur Alain Jaubert)
- 1990 : La Couleur des dieux (documentaire d'Yves Charnay; Pascal Vimenet, coscénariste)
- 1998 : Cet homme à la chemise verte (documentaire long métrage, inédit)
- 2001 : Le Carnet de Villard de Honnecourt (commenté par Roland Bechmann, CDRom[1] )
- 2009 : 13 minutes avec Robert Breer (documentaire)
- 2003 : L'Armorial de la Toison d'or (commenté par Michel Pastoureau et Michel Popoff, CDRom, coordination éditoriale)
- 2011 : Fantômes du cinéma forain (documentaire, sur la collection René Charles et Guy Goursaud, coproduit par France Télévisions, aaa Production)
- 2015 : Jean-François Laguionie, le rêveur éveillé (documentaire de Jean-Paul Mathelier; Pascal Vimenet coscénariste)

## Publications
- La Statue sans socle, Hervas, 1983
- Le Cinéma d'animation (dir. avec Michel Roudévitch), Corlet-Télérama, CinémAction n° 51, 1989
- Švankmajer E & J Bouche à bouche (dir.), Montreuil-Annecy, les Éditions de l'Œil & La Communauté de l'agglomération d'Annecy, 2002[2]
- Émile Cohl, Éditions de l'Œil, 2008
- Walerian Borowczyk, Éditions de l'Œil, 2009
- Cinéma, XXIe siècle, Passages d'encre, 2010
- Catalogue raisonné & Œuvres choisies des années Abd-el-Tif, Vimenet 1952-1954, Musée des beaux-arts de Lons-le-Saunier, 2014 (co-auteur)
- Un Abécédaire de la fantasmagorie, Prélude, L'Harmattan, 2015
- Un Abécédaire de la fantasmagorie, Suite, L'Harmattan, 2016
- Jean-François Laguionie, Éditions de l'Œil, 2016